# Bernardino Machado
Bernardino Luís Machado Guimarães, (phát âm tiếng Bồ Đào Nha: [bɨɾnaɾˈdinu mɐˈʃadu]; 28 tháng 3 năm 1851 – 29 tháng 4 năm 1944), là chính trị gia người Bồ Đào Nha, là Tổng thống Bồ Đào Nha thứ 3 và 8 (1915–17, 1925–26).